# 고백/우리들의 발자국
「고백/우리들의 발자국」(告白／僕らのあしあと)은 supercell의 5번째 싱글이다. 2012년 3월 7일에 Sony Records에서 발매되었다.

## 개요
전작 「My Dearest」로부터 약 4개월만의 발매가 되는 2012년 1번째 싱글. 「고백」은 텔레비전 애니메이션 「길티 크라운 」의 후기 엔딩 테마, 「우리들의 발자국」은 텔레비전 애니메이션 「블랙★록 슈터」의 엔딩 테마에 기용되었다. 판매 형태는 길티 크라운 반(A), 블랙★록 슈터 반(B)의 2 종류 버전에 초회 한정반과 통상반을 포함한 4 사양이 된다. 디스크 자켓은 길티 크라운 반을 redjuice, 블랙★록 슈터 반을 huke가 각각 다루고 있다.
초회 한정반A, B 동고의 DVD에는 「고백」 및 「우리들의 발자국」의  PV 외 「길티 크라운」트레일러 130 sec, 「길티 크라운」오프닝 논크레딧 무비가 수록됐다.
전람회에 전시된 「우리들의 발자국」이란 그림을 그리는 것이 테마이기 때문에, 캐릭터를 넣지 않거나, 넣어도 약하게 표현되고 있다. 그 때문에 huke는 캐릭터 없음이 미경험이었기 때문에 고생한 일을 밝히고 있다. 또한 그릴 때는 사전에 들은 곡을 머리에 이미지 하면서 행해졌다.

## 수록곡
（전 작사, 작곡, 편곡: ryo）

### 길티 크라운 반
（시간：29분 14초, 규격품번：SRCL-7881〜2〈초회 생산 한정반〉, SRCL-7885〈통상반〉）
1. 고백(告白) [5:26]
텔레비전 애니메이션 「길티 크라운」후기 엔딩 테마
supercell스러움을 심플하게 내 제작된 다음의 앨범을 시야에 넣은 곡. 제작에 즈음해 「길티 크라운」의 라스트 씬을 감독에게 물은 다음 그 내용을 뇌내에 그리면서 쓰여졌다[1].
코에다의 본래 목소리에 가까운 남성 시선으로 노래하고 있어 보컬로이드로 자신의 속마음을 대변한 supercell(음반)에 통하는 것이 있다[1].
2. 우리들의 발자국(僕らのあしあと) [7:06]
텔레비전 애니메이션 「블랙★록 슈터」엔딩 테마
huke는 「블랙★록 슈터」에 관한 애니메이션이나 게임을 만드는 등 다방면에서 활약하고 있었지만, ryo는 「블랙★록 슈터」에 관해서는 애니메이션화가 발표될 때까지 하츠네 미쿠에 의한 블랙★록 슈터 이후 대부분 관련되지 않고 실질적으로는 「huke의 성공담」이 되고 있다. 그 때문에 ryo와 huke의 2명이 더듬은 도정(발자국)을 남기는 의미로 「우리들의 발자국」이라고 하는 타이틀을 붙였다[2].
내용은 뒷세계의 블랙★록 슈터와 현실 세계의 자신과의 연결이 테마로, 자신을 되돌아 본다는 의미와 관련성이 있다[2].
또, supercell의 싱글 곡으로서는 처음으로 7분 넘긴 대작이다. 아웃트로가 길고, 약 1분 반에 이른다.
3. 그(カレ) [4:06]
4. 고백（TV Edit） [1:33]
5. 고백（Instrumental）
6. 그（Instrumental）
7. 고백（TV Edit）（Instrumental）

DVD（초회 한정반만）
1. 고백 Music Clip
2. 「길티 크라운」트레일러 130sec. (Ver.2)
3. 「길티 크라운」Ending 논크레딧 무비

### 블랙★록 슈터 반
（시간：30분 54초、규격품번：SRCL-7883〜4〈초회 생산 한정반〉・SRCL-7886〈통상반〉）
1. 우리들의 발자국
2. 고백
3. 그
4. 우리들의 발자국（TV Edit） [1:33]
5. 우리들의 발자국（Instrumental）
6. 그（Instrumental）
7. 우리들의 발자국（TV Edit）（Instrumental）

DVD（초회 한정반만）
1. 우리들의 발자국 Music Clip
2. 「블랙★록 슈터」SPOT Type A
3. 「블랙★록 슈터」SPOT Type B
4. 「블랙★록 슈터」트레일러
5. 「블랙★록 슈터」Ending Special Edit 무비